# Подишору (Арђеш)
Подишору (рум. Podișoru) насеље је у Румунији у округу Арђеш у општини Барла. Oпштина се налази на надморској висини од 153 m.

## Становништво
Према подацима из 2002. године у насељу је живело 342 становника, од којих су сви румунске националности.